# 善因寺
善因寺（汉译“黄庙”）是中国内蒙古自治区锡林郭勒盟多伦县的一座藏传佛教格鲁派寺院。
善因寺位于多伦县西北，在汇宗寺西南的山顶上，东与汇宗寺呼应，南面和西面俯瞰鸳鸯河向东汇入滦河。善因寺大殿的屋顶覆黄琉璃瓦，故善因寺又称“黄庙”，当地人称“西大仓”。

## 历史
雍正五年（1727年），雍正帝下诏并拨十万两库银，在多伦汇宗寺西南的山丘上又兴建一座寺庙。雍正九年（1731年）该寺完工，雍正帝御书“敕建善因寺”，赐匾额“兹云广被”，立御制善因寺碑，碑文称：“俾章嘉胡图克图呼毕尔汗主持兹寺”，即派第二世章嘉活佛主持该寺。
该寺与外蒙古庆宁寺为同年同月同日由雍正帝允准兴建的“大刹”。《清实录·第七册·世宗实录（一）》载，雍正帝于雍正五年十一月庚午日允准“著动用帑银十万两修建大刹”于漠北库伦地方，以供第一世哲布尊丹巴呼图克图之后身（转世呼毕勒罕）住持，齐集众喇嘛讲习经典、宣扬佛教，同时雍正帝还允准在内蒙古多伦诺尔“动帑银十万两”，兴建大刹，并且“使章嘉呼图克图之后身（转世呼毕勒罕）住持于此”。庆宁寺、善因寺是继多伦汇宗寺之后，清廷再度在蒙古地区由国库拨银兴建的大型藏传佛教寺庙。出于对内、外蒙古两位藏传佛教领袖章嘉、哲布尊丹巴的平等对待，庆宁寺、善因寺的构制也基本相同。
乾隆十一年（1746年），乾隆帝赐该寺“智源觉路”匾额。
“文化大革命”期间，善因寺破坏严重。1998年7月18日，善因寺的山门大楼遭雷电劈开并发生火灾，因当地消防大队扑救及时，山门大楼得以保存。善因寺被列入当地政府的修复计划中，逐步进行了修复。

## 建筑
该寺坐北朝南，位于山包之上的平地上。寺内原建有雍正帝的行宫，此外还有章嘉活佛的“拉布楞”（即活佛居所）。现存山门、天王殿、钟楼及东西两路、北路的五座硬山式建筑。以上建筑和庆宁寺各建筑的布局及形制相同。东路南端还保存有却来仓的部分建筑。中路建筑施黄琉璃瓦，其他建筑施布瓦（陶瓦）。
该寺中路建筑主要有：
- 照壁：在山门外正南。东、西均有矮墙延伸至照壁。旗杆设在照壁内两侧。[2]
- 跳舞场：位于照壁和山门之间。[2]
- 山门：面阔三间，大木单檐无廊歇山式。正面中间为券门，两次间为券窗；后面中间为余塞板门，两次间无窗。斗拱用三跴，前檐悬御赐寺匾，上书“敕建善因寺”。门前有一对石狮。门前设置木栅栏。山门两侧置对称的墙门各一。[2]
- 天王殿：面阔三间，大木单檐无廊歇山式。门窗已毁。后面原为板门。斗拱用五跴。天王殿两侧置对称的墙门各一。[2]
  - 钟、鼓楼：位于天王殿前东西两侧，其中钟楼仍存，鼓楼已毁。大木重檐二层歇山式。底层在外檐以墙体封护，内金柱用通柱，是二层檐柱。斗拱用三跴，东西两楼对面辟门。[2]
- 大殿（经堂）：面阔七间，进深七间。四周另有围廊。重檐二层盝顶式。前施三间抱厦，用斗拱。殿身高台基前有月台。大殿通往东、西两路之间的围墙上各置一门。[2]
  - 碑亭：两座，分别位于大殿前东西两侧。平面六角形。单檐钻尖式。内有御制善因寺碑。已毁。[2]
- 后殿（佛殿）：面阔五间，大木单檐无廊歇山式，明间悬有“兹云广被”匾。已毁。[2]
  - 厢殿：两座。位于后殿前左右。面阔三间，前檐廊。大木歇山式。已毁。[2]
- 墙门：佛殿和拉布楞院落之间，置有三个墙门。[2]
- 拉布楞（章嘉活佛行宫）：面阔九间。前置抱厦。已毁。[2]
  - 配殿：两座。位于拉布楞左右。面阔三间，置前廊。大木硬山式。但并未封闭为单独院落。[2]
  - 厢殿：两座。位于拉布楞前左右。面阔三间，置前廊。大木硬山式。已毁。[2]

东路建筑有：
- 墙门：东路置有墙门。[2]
- 东路南端建筑：
  - 却来仓：现存其中五座建筑，均为硬山式。[2]
- 东路北段建筑：四座。均为面阔三间，前廊大木硬山式。现仅存一座。[2]

西路建筑有：
- 西路南端建筑：
  - 雍正帝行宫：已毁。[2]
  - 外来活佛住所：位于雍正帝行宫以南。已毁。[2]
- 西路北段建筑：四座。均为面阔三间，前廊大木硬山式。现四座建筑主体构架尚好。[2]

北路建筑有两座，均为面阔三间，前廊大木硬山式，建于主院落之外。
其他建筑：
- 佛仓、官仓、当子房：位于寺院外围东、西两侧。其中当子房是内外蒙古各旗驻多伦的喇嘛的居所。这些建筑多为砖砌木构硬山式四合院。已毁。[2]
- 白塔：位于寺院北侧墙外。已毁。[2]